# Telura vitticollis
Telura vitticollis är en skalbaggsart som beskrevs av Wilhelm Ferdinand Erichson 1842. Telura vitticollis ingår i släktet Telura och familjen Melolonthidae. Inga underarter finns listade i Catalogue of Life.